# سانتا کریستینا ئه بیسونه
سانتا کریستینا ئه بیسونه (به ایتالیایی: Santa Cristina e Bissone) یک کومونه در ایتالیا است که در استان پاویا واقع شده‌است. سانتا کریستینا ئه بیسونه ۲۲٫۴۲ کیلومتر مربع مساحت و ۲٬۰۲۱ نفر جمعیت دارد.